# David Martínez de Aguirre Guinea
David Martínez de Aguirre Guinea (Vitoria, 10 gennaio 1970) è un vescovo cattolico e missionario spagnolo di origine basca, dal 23 giugno 2015 vicario apostolico di Puerto Maldonado.

## Biografia
David Martínez de Aguirre Guinea è nato a Vitoria il 10 gennaio 1970.

### Formazione e ministero sacerdotale
Ha compiuto gli studi primari e secondari nella scuola marianista "Santa María Ikastetxea" di Vitoria. Il 18 settembre 1993 ha emesso la professione solenne nell'Ordine dei frati predicatori. Ha frequentato l'Istituto superiore di filosofia di Valladolid dal 1993 al 1995 e poi la Facoltà di teologia "San Esteban" di Salamanca dal 1995 al 1998. Dal 1998 al 2000 ha studiato per la licenza in teologia biblica presso l'Università di Deusto a Bilbao e ha frequentato un corso presso l'École biblique et archéologique française di Gerusalemme.
L'11 dicembre 1999 è stato ordinato presbitero. In seguito ha prestato servizio nella parrocchia dell'Incarnazione a Bilbao dal 1999 al 2000, quando è stato inviato come missionario nel vicariato apostolico di Puerto Maldonado. Ha prestato servizio nella missione di San Giuseppe a Koribeni e come docente di teologia biblica nel seminario del vicariato dal 2000 al 2001. In seguito è stato parroco della parrocchia dell'Immacolata Concezione a Kirigueti e responsabile della missione di Kirigueti dal 2001 al 2014; consigliere del vicariato regionale "Santa Rosa di Lima" dal 2004 al 2014 e responsabile della missione "San Pietro Martire" di Timpía e membro del direttorio del Centro culturale "José Pio Aza" di Lima dal 2010 al 2014.

### Ministero episcopale
L'8 luglio 2014 papa Francesco lo ha nominato vicario apostolico coadiutore di Puerto Maldonado e vescovo titolare di Izirzada. Ha ricevuto l'ordinazione episcopale l'11 ottobre successivo dal vicario apostolico di Puerto Maldonado Francisco González Hernández, co-consacranti l'arcivescovo James Patrick Green, nunzio apostolico in Perù, e il vicario apostolico di San Ramón Anton (Gerardo Antonio) Žerdín Bukovec. Il 23 giugno dell'anno successivo è succeduto alla medesima sede.
Nel maggio del 2017 ha compiuto la visita ad limina.
Nel gennaio del 2018 il suo vicariato ha ricevuto la visita di papa Francesco.
L'8 marzo 2018 lo stesso pontefice lo ha nominato membro del consiglio pre-sinodale dell'assemblea speciale del Sinodo dei vescovi per la Regione Panamazzonica in programma per l'ottobre 2019. Ha descritto la sua missione e le speranze per il Sinodo dicendo: "Speriamo che il Sinodo sensibilizzi sul fatto che la regione amazzonica non è solo una dispensa da razziare per le sue risorse, ma uno spazio da proteggere. Siamo una Chiesa amazzonica, con l'Amazzonia al centro. Dobbiamo garantire ai popoli dell'Amazzonia una partecipazione più forte nella Chiesa e che il loro contributo ci mostri il volto di Cristo e possa arricchirci". Al Sinodo, svoltosi nella Città del Vaticano tra il 6 e il 27 ottobre, ha prestato servizio come segretario speciale accanto al cardinale Michael Czerny. Ha fatto parte della commissione che ha redatto il documento finale dell'assemblea. Il 23 novembre 2019, qualche settimana dopo la conclusione dell'assemblea, la segreteria generale del Sinodo dei vescovi ha reso noto che l'assemblea sinodale lo aveva nominato membro del consiglio speciale.
In seno alla Conferenza episcopale del Perù è presidente della commissione per le missioni e la pastorale indigena.
Dal 29 giugno 2020 al 27 marzo 2022 è stato anche vicepresidente della Conferenza ecclesiale dell'Amazzonia.

## Genealogia episcopale
La genealogia episcopale è:
- Cardinale Scipione Rebiba
- Cardinale Giulio Antonio Santori
- Cardinale Girolamo Bernerio, O.P.
- Arcivescovo Galeazzo Sanvitale
- Cardinale Ludovico Ludovisi
- Cardinale Luigi Caetani
- Cardinale Ulderico Carpegna
- Cardinale Paluzzo Paluzzi Altieri degli Albertoni
- Papa Benedetto XIII
- Papa Benedetto XIV
- Papa Clemente XIII
- Cardinale Marcantonio Colonna
- Cardinale Giacinto Sigismondo Gerdil, B.
- Cardinale Giulio Maria della Somaglia
- Cardinale Carlo Odescalchi, S.I.
- Cardinale Costantino Patrizi Naro
- Cardinale Lucido Maria Parocchi
- Papa Pio X
- Papa Benedetto XV
- Papa Pio XII
- Cardinale Eugène Tisserant
- Cardinale Paolo Bertoli
- Cardinale Carlo Furno
- Vescovo Juan José Larrañeta Olleta, O.P.
- Vescovo Francisco González Hernández, O.P.
- Vescovo David Martínez de Aguirre Guinea, O.P.